# Tre Valli Varesine 1948
La Tre Valli Varesine 1948, ventottesima edizione della corsa, si svolse l'8 agosto 1948 su un percorso di 265 km. Fu vinta dall'italiano Fausto Coppi, che completò il percorso in 7h16'57" precedendo i connazionali Gino Bartali e Antonio Bevilacqua.
I corridori che tagliarono il traguardo di Varese furono 33 (tutti italiani).

## Ordine d'arrivo (Top 10)
| Pos. | Corridore          | Squadra          | Tempo    |
| ---- | ------------------ | ---------------- | -------- |
| 1    | Fausto Coppi       | Bianchi          | 7h16'57" |
| 2    | Gino Bartali       | Legnano          | s.t.     |
| 3    | Antonio Bevilacqua | Lygie            | s.t.     |
| 4    | Vito Ortelli       | Atala-Pirelli    | s.t.     |
| 5    | Alfredo Martini    | Wilier Triestina | s.t.     |
| 6    | Ugo Fondelli       | Viscontea        | s.t.     |
| 7    | Settimio Simonini  | Wilier Triestina | s.t.     |
| 8    | Bruno Pasquini     | Bianchi          | s.t.     |
| 9    | Serafino Biagioni  | Legnano          | s.t.     |
| 10   | Mario Ricci        | Legnano          | a 1'06"  |